# Teutzensee
Der Teutzensee ist ein kleiner, natürlicher See in der Schorfheide im nördlichen Brandenburg auf dem Gebiet des Ortsteils Groß Dölln (Stadt Templin, Landkreis Uckermark). Er ist Teil des Naturschutzgebietes Bollwinwiesen/Großer Gollinsee und liegt damit im Biosphärenreservat Schorfheide-Chorin.

## Geographische Lage und Hydrographie
Der See liegt auf der Gemarkung des Ortes Bebersee, der 1960 zunächst nach Groß Dölln eingemeindet wurde. Seit der Eingliederung von Groß Dölln in die Stadt Templin ist Bebersee ein Gemeindeteil von Groß Dölln. Die nächsten Orte sind: ca. 800 m ostsüdöstlich der am Kleindöllner See gelegene Gemeindeteil Döllner Heide (Ortsteil Groß Schönebeck, Gemeinde Schorfheide, Landkreis Barnim (Brandenburg), und ca. 1 km westnordwestlich der Wohnplatz Birkenhof im Ortsteil Groß Dölln der Stadt Templin).
Der See ist 3,85 ha groß, sein Wasserspiegel liegt bei ca. 54 m ü. NHN. Er hat keine Zuflüsse, der Abfluss erfolgt über ein kleines Fließ zum Döllnfließ. Der Uferstreifen ist nur teilweise bewaldet. Zum See führt kein befestigter Weg.

## Geschichte
Der See wird bereits 1581 im Erbregister des Amtes Zehdenick erstmals erwähnt. Er wurde damals Deutzschen (See) genannt. 1590 findet sich die Form Teutzen, 1788 Teutzen-See. Der Name wird von einer altpolabischen/altsorbischen Grundform *Tučn- zum Adjektiv *tučn- „fett, nahrhaft“ im Sinne von fischreiches Gewässer abgeleitet.